# 水沢村 (新潟県)
水沢村（みずさわむら）は、かつて新潟県中魚沼郡にあった村。

## 沿革
- 1901年（明治34年）11月1日 - 中魚沼郡馬場村、今泉村が合併して、水沢村が発足。
- 1956年（昭和31年）9月30日 - 中魚沼郡貝野村の一部を編入。
- 1962年（昭和37年）4月1日 - 十日町市に編入され消滅。